# Mãe d'Água
Mãe d'Água este un oraș în Paraíba (PB), Brazilia.